# Гёльди, Анна
А́нна Гёльди (нем. Anna Göldi, также Göldin, в переводе иногда рус. Гельди; 24 октября 1734 года, Зеннвальд, Швейцария — 13 июня 1782 года, Гларус, Швейцария) — швейцарская горничная, получившая известность как «последняя ведьма» Швейцарии, а также как последняя женщина в Европе, приговорённая к смерти за ведьмовство. Казнена в 1782 году вопреки действовавшим на тот момент юридическим нормам по формальному обвинению в отравлении. Реабилитирована в 2008 году, спустя 226 лет, как жертва судебной ошибки.

## Биография
Анна Гёльди родилась 24 октября 1734 года в Зеннвальде. О жизни Анны известно очень мало: жила в низших слоях общества, работала горничной. Исследователи считают, что у Гёльди было двое или трое детей: первый умер вскоре после рождения (Анна даже подозревалась в детоубийстве), второй родился в Страсбурге и был внебрачным от тогдашнего работодателя Анны — некоего Цвикки из Моллиса (нем. Zwicky in Mollis), о дальнейшей его судьбе неизвестно. Иногда приводятся записи церковных книг, на основании которых у Анны мог быть третий ребёнок, но эксперты ставят эту версию под сомнение.
В 1765 году Гёльди переехала в Гларус, где в течение семнадцати лет продолжала работать горничной. С сентября 1780 года Гёльди жила и работала в доме врача и судьи Иоганна Якоба Чуди (нем. Johann Jakob Tschudi). В октябре 1781 года вторая дочь Чуди, Анна-Мария (Annamaria), заболела, у неё начались судороги, в её рвоте врач обнаружил иглы. Чуди якобы выяснил, что Анна регулярно подмешивала ей иглы в молоко и начиняла ими хлеб, в результате чего Гёльди была уволена. И хотя девочка исцелилась, началось преследование Гёльди как ведьмы.

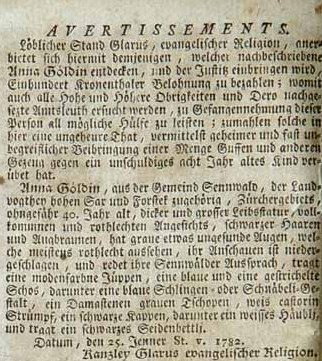
Текст объявления о поимке Анны Гёльди в «Нойе Цюрхер Цайтунг» от 9 февраля 1782 года

Первоначально Гёльди избежала ареста, но власти кантона Гларус инициировали награду за её поимку посредством публикации в «Нойе Цюрхер Цайтунг» (от 9 февраля 1782 года). Вместе с ней в качестве сообщника был арестован зять семьи Чуди — Руди Штайнмюллер (нем. Ruedi Steinmüller), который был знаком с Анной и мог быть заинтересован в смерти ребёнка по корыстным мотивам. Под пытками Гёльди созналась в сговоре с дьяволом, который явился к ней в образе чёрной собаки. Признания Штайнмюллера получено не было, так как он повесился в камере в ночь с 11 на 12 мая 1782 года. Самоубийство Руди было расценено как признание вины, всё его имущество и активы были конфискованы.
На основании собственного признания 13 июня 1782 года Анна Гёльди была приговорена к смерти Городским советом Гларуса и в тот же день обезглавлена. Официальным обвинением было отравление, а не колдовство, хотя по действовавшему на тот момент закону смертная казнь не могла применяться за отравление с нелетальным исходом. Во время судебного разбирательства официальных заявлений и обвинений в колдовстве тщательно избегали, а протоколы суда были уничтожены. Тем не менее данное обвинение было признано охотой на ведьм и вызвало общественное возмущение по всей Швейцарии и территории Священной Римской империи.

## Реабилитация
Представитель Гларуса в парламенте Швейцарии Фриц Шиссер (нем. Fritz Schiesser) подал прошение к снятию всех обвинений с Анны Гёльди. Парламент Швейцарии признал её дело судебной ошибкой и предложил вместо юридической реабилитации издать подробную книгу об этой истории, которая бы послужила реабилитацией моральной. Это произошло 27 августа 2008 года, спустя 226 лет. Суть данного решения сводилась к тому, что Гёльди подверглась незаконному суду. Не исключено, что Гёльди и доктор Чуди имели любовную связь и таким способом Чуди избавился от нежелательной беременной любовницы.

## Память
- В 1945 году писатель Каспар Фреулер (нем. Kaspar Freuler) опубликовал роман «Анна Гёльди. Последняя ведьма из Швейцарии» (нем. Anna Göldi. Die letzte Hexe der Schweiz), несколько переизданий которого разошлись суммарным тиражом в 30 тысяч экземпляров[4]. В 1948 году Фреулер написал одноимённую пьесу[14].
- В 1982 году был издан роман Эвелин Хаслер (нем. Eveline Hasler) «Анна Гёльди. Последняя ведьма» (нем. Anna Göldin. Letzte Hexe)[15][16].
- В 1991 году на основе этих событий режиссёром Гертрудой Пинкус (нем. Gertrud Pinkus) был снят немецко-швейцарский фильм «Анна Гёльди — последняя ведьма» (нем. Anna Göldin – Letzte Hexe[нем.])[17]. На международном кинофестивале в Локарно картина была награждена призом экуменического жюри.
- При участии и поддержке журналиста Вальтера Хаузера — автора нескольких статей и книг о Гёльди[5][18][19], 22 сентября 2007 года в городе Моллис кантона Гларус открылся музей, посвящённый Анне Гёльди[10][20]. В 2017 году музей переехал и 20 августа открыл свои двери для посетителей уже в новом месте, в одном из исторических зданий Энненда (нем. Hänggiturm)[21][22][23].
- После реабилитации Гёльди в Гларусе 13 июня 2008 года был отмечен день поминовения[13], на празднование которого властями было выделено 120 тысяч франков (CHF)[24].
- 7 сентября 2017 года в Нойхаузен-ам-Райнфалле состоялась премьера запланированного ещё в 2016 году[25] мюзикла «Anna Göldi», в котором принимали участие швейцарская группа «Peter, Sue and Marc»[21].